# Viscacha
Viscacha (Lagostomus maximus) är en art i familjen harmöss och den enda arten i sitt släkte. Djuret förekommer i Sydamerikas lågland och når en vikt upp till 8 kilogram. Individerna lever i grupper i underjordiska bon.

## Kännetecken
Den har grövre kroppsbyggnad, tjockare huvud och kortare svans än de andra arterna i samma familj. Framfötterna har fyra, bakfötterna tre tår och de sistnämnda är utrustade med klor. De främre extremiteterna är kortare än de bakre. Kroppen (huvud och bål) är mellan 47 och 66 centimeter lång och svansens längd varierar mellan 15 och 20 centimeter. Med en vikt på 2 till 4,5 kilogram är honor tydligt mindre än hannar som blir 5 till 8 kilogram tunga. Viscachan har en mjuk underpäls som täcks av grova mörka hår. Färgen är ljusbrun till mörkgrå på ovansidan, undertill vit.
Det massiva huvudet kännetecknas av två mörka tvärstrimmor, den första går över ögonen och den andra över nosen. Mellan dessa strimmor är pälsen vit, liksom på kinden och vid ett ställe över ögonen. Tandformeln är som hos alla marsvinsartade gnagare I1-C0-P1-M3, alltså 20 tänder. Framtänderna (liksom hos alla gnagare) och molarerna (liksom hos alla harmöss) saknar rot.

## Utbredning och habitat
Denna art bebor låglandet (pampas) i södra Bolivia, västra Paraguay samt norra och centrala Argentina.

## Levnadssätt

### Viscachornas tunnelsystem
Viscachor skapar stora underjordiska bon, de gräver med framfötterna och flyttar sedan jorden med bakfötterna eller nosen uppåt respektive bakåt. Djurets näsborrar är täckt med hår så att ingen jord kommer in. Artens bon är mycket stora och komplexa med flera tunnlar, kammare och tvärgångar. Ett system kan sträcka sig över 600 kvadratmeter och ha upp till 30 utgångar. Ingångarna markeras med stenar, ben, kvistar eller avföring från nötkreatur.
Viscachornas bon används även av andra djur som insekter, paddor, ödlor, ormar och skunkar. För tre fågelarter är det känt att de lever i dessa bon: prärieuggla (Athene cunicularia), Geositta cunicularia som tillhör ugnfåglarna och Notiochelidon cyanoleuca, en sorts svala. Vissa fiender som azararäv och kungsboa tar sin hemvist i dessa bon.

### Socialt beteende
Djuret lever i flockar med 15 till 30 individer som består av en till tre hannar samt många honor och deras ungar. Gruppen domineras av honorna som utvecklar en fast hierarki.
Hannarna lämnar gruppen ofta efter parningstiden eller jagas bort av andra hannar. Särskilt under den tid då honorna uppfostrar sina ungar lever hannarna i avskilda bon. Före den nya parningstiden strider hannarna mot varandra om rätten att vistas i bon med honor. I sällsynta fall dör individer under striden. Hannar som är etablerade i bon är däremot vänliga mot varandra.
Reviret markeras av hannarna med urin och sekret från doftkörtlarna. Främmande individer får inget tillträde till bon.

### Aktivitetstider och rörelsesätt

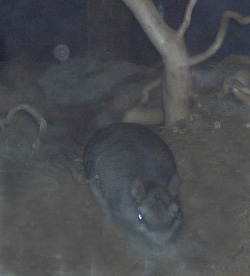
Viscachor är aktiva på natten

Viscachor är aktiva på natten och lämnar bona på kvällen. Efter en kort tid för pälsvården letar de efter föda. Flocken delar sig vanligen i mindre grupper, endast under vintern är bara hannarna ute. Ibland tar de en paus i sina bon innan de fortsätter med sina sysslor.
När en fara upptäcks, ropar en hanne efter gruppens medlemmar. Varningslätet upprepas ibland av andra individer, till och med av individer från andra flockar. Sedan springer alla tillbaka till sina bon. Under flykten når de ibland 40 km/t och hoppar 3 meter långt. Vid dessa tillfällen byter de ofta riktning.

### Föda
Arten livnär sig bara vegetabiliskt, främst av frön och gräs. När så behövs äter de även andra växtdelar. Födan äts alltid vid fyndplatsen och flyttas inte till bona.

### Fortplantning
I den norra, varma delen av utbredningsområdet har honor upp till två kullar per år och det finns inga särskilda parningstider. Sydliga populationer som i centrala Argentina har däremot sin parningstid mellan mars och april.
Efter befruktningen vilar äggen i cirka 18 dagar. Den egentliga dräktigheten varar i ungefär 135 dagar och sedan föds en till fyra ungar (oftast två). Nyfödda ungar är jämförelsevis stora (200 gram) och borymmare. De bär redan hår. Ungarna dias minst tre veckor. Efter 7 till 8 månader blir honorna könsmogna, hannar efter cirka 15 månader. Den äldsta kända individen i fångenskap blev nio år gammal.

## Viscacha och människor
Djuret räknas som skadedjur då de äter sädesväxter och då artens bon ligger under betesmark. Större betesdjur bryter ibland benen när de hamnar i hålor. I Argentina jagas viscachan för köttets och pälsens skull. I vissa regioner hotas arten av levnadsområdets omvandling till jordbruksmark.
I intensivt odlade områden har djuret försvunnit men allmänt är viscachans population talrik.

## Systematik

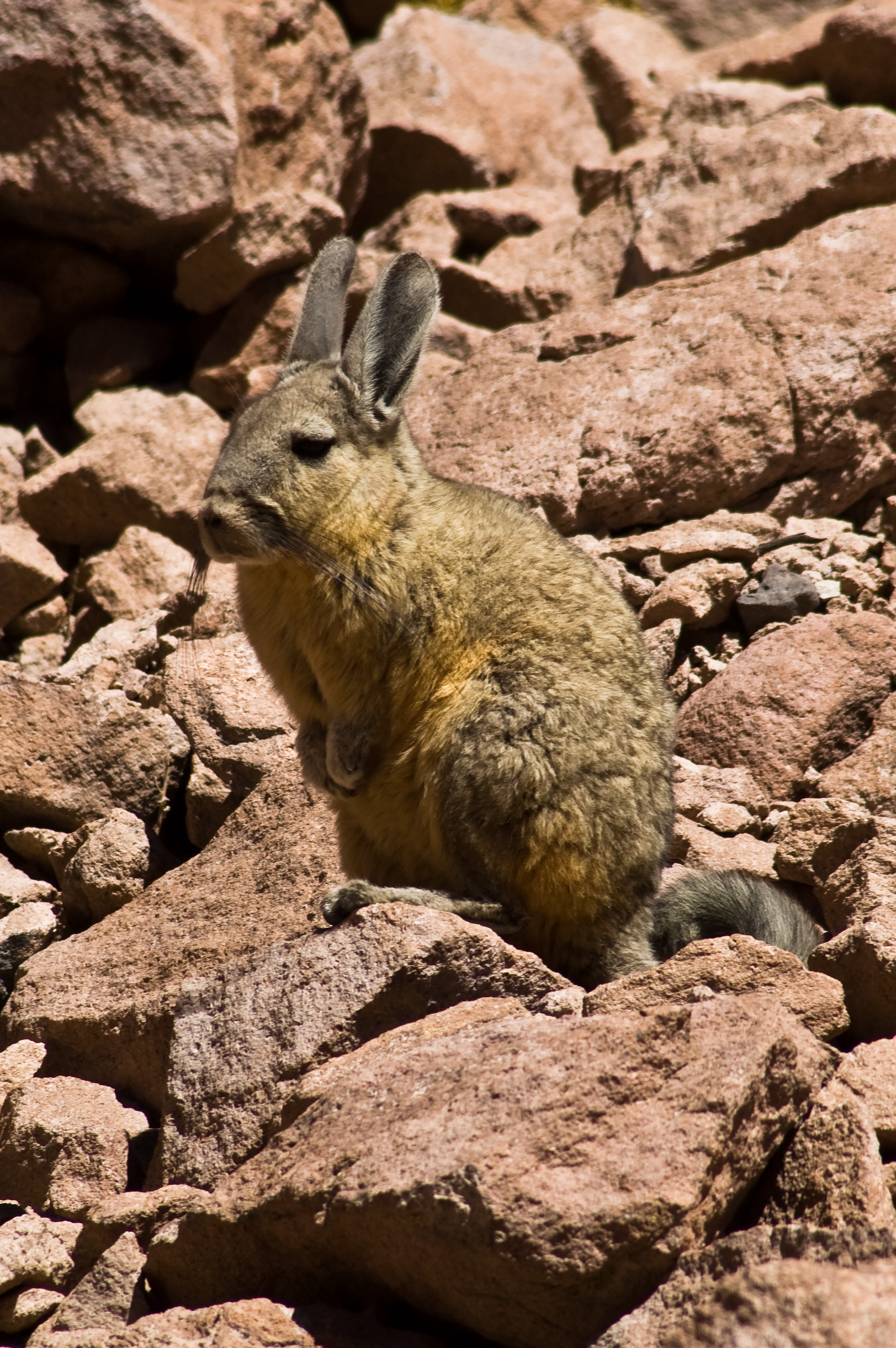
Bergsviscachor tillhör samma familj

Viscachan bildar tillsammans bergsviscachorna (Lagidium) och chinchillorna (Chinchilla) familjen harmöss. Trots namnet är bergsviscachor närmare släkt med chinchillor än med det djur som beskrivs här.
Det skiljs vanligen mellan tre underarter: Lagostomus maximus immolis i norra delen, L. m. maximus i centrala delen och L. m. petilidens i södra delen av utbredningsområdet. Mellan underarterna finns skillnader i pälsfärg och skallens byggnad. Tydliga gränser mellan underarterna är inte kända.
1910 beskrevs ytterligare en art i samma släkte, Lagostomus crassus, som redan då var utdöd. Det var en skalle som hittades i Peru mer än 1000 km norr om viscachans utbredningsområde. Skallen var inte förstenade och det antas att djuret dog ut kort före upptäckten. Det var inga tydliga skillnader i skallens anatomi jämfört med den vanliga viscachan och vissa zoologer som John Jackson et al. (1996) tror att det bara var en viscacha som flyttades till Peru. Andra forskare som Wilson und Reeder (2005) godkänner L. crassus som självständig art.